# Fred Mango
Fred Mango (né le 26 juin 1973 à Saint-Claude, en Guadeloupe) est un athlète français spécialiste du 400 mètres.

## Biographie
En 1997, Fred Mango remporte la médaille de bronze du relais 4 × 400 mètres lors des Championnats du monde en salle se déroulant au Palais omnisports de Paris-Bercy. L'équipe de France, composée par ailleurs de Pierre Marie Hilaire, Loïc Lerouge et Rodrigue Nordin s'incline face aux États-Unis et à la Jamaïque. Lors des Championnats du monde en salle de Maebashi, en 1999, Fred Mango et ses coéquipiers de l'équipe de France Marc Foucan, Emmanuel Front et Bruno Wavelet établissent un nouveau record de France du 4 × 400 mètres en salle avec le temps de 3 min 06 s 37, se classant sixième de la finale. En août 1999, il termine au pied du podium du relais 4 × 400 mètres des Championnats du monde de Séville après la disqualification de l'équipe américaine.
Ses meilleurs temps sur 400 m sont de 45 s 73 en plein air et 46 s 65 en salle (1999).

## Palmarès
| Année | Compétition                    | Lieu     | Place | Épreuve   |
| ----- | ------------------------------ | -------- | ----- | --------- |
| 1997  | Championnats du monde en salle | Paris    | 3e    | 4 × 400 m |
| 1997  | Championnats du monde          | Athènes  | 5e    | 4 × 400 m |
| 1999  | Championnats du monde en salle | Maebashi | 6e    | 4 × 400 m |
| 1999  | Championnats du monde          | Séville  | 4e    | 4 × 400 m |